# Blackjack
Blackjack nebo také black jack je karetní hra často provozovaná v kasinu. Odlišná je především tím, že není jako většina hazardních her založena pouze na náhodě, ale umožňuje pomocí různých strategií zvýšit pravděpodobnost výhry (především metoda tzv. počítání karet, kdy se hráč pokouší „zapamatovat“ tažené karty, má velkou publicitu). Blackjack se hraje s tzv. žolíkovými kartami.
Předchůdcem blackjacku je francouzská karetní hra vingt-et-un („dvacet jedna“), která se objevila ve francouzských kasinech kolem roku 1700.
Varianta této hry, téměř totožná po stránce pravidel (liší se vlastně pouze v terminologii a způsobu počítání), ale hraná s mariášovými kartami, se v českých zemích často hrála a hraje pod názvem jednadvacet či oko bere.

## Pravidla

### Principy

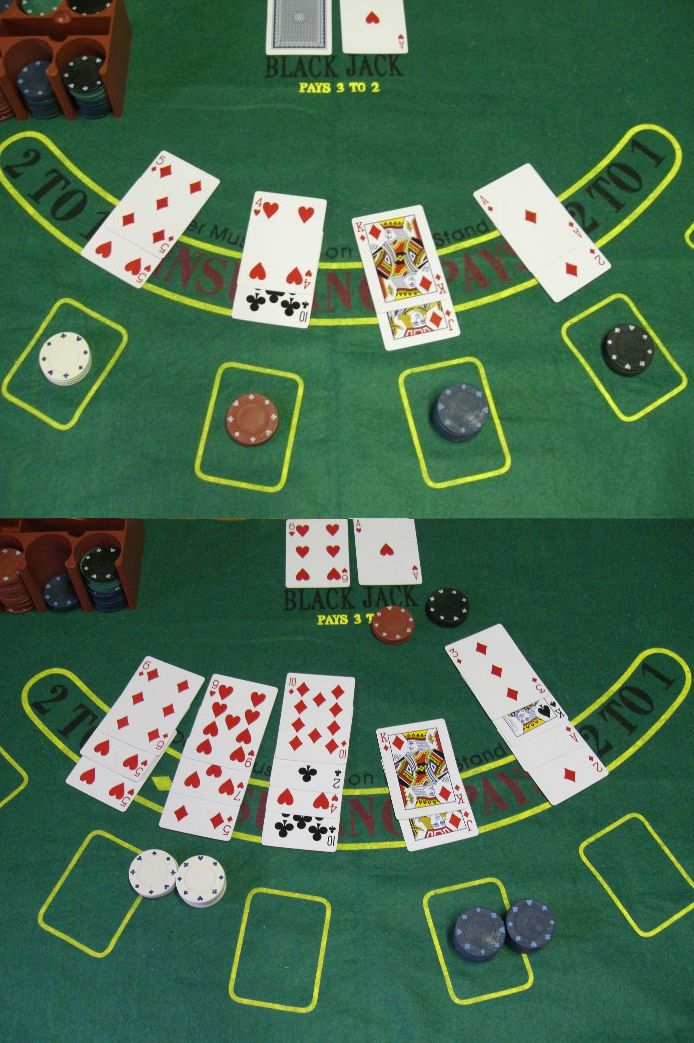
Ukázka hry blackjack. Horní polovina obrázku ukazuje zahájení kola s umístěnými sázkami a prvními dvěma kartami pro každého hráče. Dolní polovina ukazuje konec kola s vyplacenými výhrami.

Každý hráč na začátku hry obdrží dvě karty a pak mu krupiér nabízí další karty. Hráč se po každé rozhoduje, zda bude chtít další, nebo ne. Základní princip hry je, že hráč chce mít hodnotu karet blíže 21 než krupiér, ale přitom 21 nepřekročit. Vyhrává ten, kdo má po ukončení hry v ruce nejvyšší součet, aniž by překročil 21. Hráč, který má v ruce součet karet větší než 21, je takzvaně „trop“ neboli „přes“.
Karty od 2 do 10 mají při počítání stejnou hodnotu, jaká je uvedena na kartě, karty J, Q, K (spodek, královna a král) mají hodnotu 10. Eso (A) se může počítat podle vlastního uvážení za 1 nebo za 11. Barvy karet nemají žádný význam. Pokud má hráč eso počítané za 11 bodů, nazývá se součet „měkký“, protože při tažení další karty se hráč nikdy nemůže dostat „přes“; pokud ne, nazývá se součet „tvrdý“ (např. měkkých 16 nebo tvrdých 17).
Základním cílem je mít více bodů než krupiér. Pokud je hráč „trop“, vždy prohrává, a to i tehdy, pokud je „trop“ i krupiér, což znamená, že blackjack upřednostňuje krupiéra. Pokud mají hráč i krupiér stejný počet bodů, končí hra nerozhodně a nikdo nevyhrává. Každý hráč hraje samostatně proti krupiérovi, je tedy možné, aby v průběhu jedné hry krupiér s některými hráči vyhrál, s některými prohrál a s jinými remizoval.

### Rozdávání karet
Po umístění sázek (na tzv. boxy) začne krupiér rozdávat karty. Minimální vsazená částka se v různých kasinech liší a vždy je u stolu vyznačena. Krupiér rozdává ze svého pohledu ve směru hodinových ručiček tak, že každému hráči a sobě dá jednu kartu a pak ještě každému hráči jednu. Všechny karty se rozdávají lícem nahoru, takže všichni vidí jejich hodnoty. Nikdo kromě krupiéra se nesmí karet dotýkat.
Po tomto rozdání karet se začne krupiér ve stejném směru postupně ptát hráčů, co chtějí se svými kartami provést a zároveň jim nahlásí součet jejich karet. Hráč může chtít další kartu, zůstat stát, hrát split nebo double. Krupiér podle pokynů hráče provádí všechny kroky až do doby, dokud hráč nezůstane stát nebo není „trop“. Jakmile je hráč „trop“, krupiér okamžitě sebere vsazenou sázku.
Po dokončení hry všech hráčů krupiér rozdá karty sobě a podle výsledku vyplatí sázky nebo sebere prohrávající vklady.

### Hra krupiéra
Krupiér začíná hrát poté, co všichni hráči u stolu dohrají své hry. Na rozdíl od ostatních hráčů je při volbě dalšího postupu výrazně omezen. Pokud je jeho součet menší než 17, musí vždy vzít další kartu, pokud je 17 a výše, nesmí brát další kartu, musí zůstat stát a ukončit tak hru. (V některých kasinech krupiér táhne další kartu i při měkkém součtu 17.) Krupiér nemá možnost zahlásit ani "double" ani "split".
Pokud krupiér překročí 21, vyhrávají všichni hráči, kteří sami 21 nepřekročili. Pokud krupiér nepřekročí hodnotu 21, vyhrávají ti hráči, kteří mají vyšší počet bodů. Všechny výhry jsou vyplaceny v poměru 1 : 1. Hráči, kteří mají stejný počet bodů jako krupiér, dostanou své sázky zpět.
Pokud má krupiér black jack, prohrávají svou sázku všichni hráči s výjimkou těch, kteří sami mají black jack – ti končí nerozhodně (stand off).

### Hra hráče
Hráč, který je na řadě má při hře následující možnosti:
- Hit: Vzít od krupiéra další kartu.
- Stand: Zůstat stát, ukončit hru. Znamená to, že si hráč již neodebere žádnou další kartu.
- Double: Zdvojnásobit vsazenou částku. V takovém případě dostane od krupiéra ještě jednu kartu a hra končí. Někdy lze sázku zdvojnásobit pouze v okamžiku, kdy má hráč pouze jednu kartu.
- Split: Rozdělit hru. Je to způsob zdvojnásobení sázky. Split lze aplikovat pouze v případě, že má hráč dvě karty stejné hodnoty. Hra se rozdělí tak, že s každou kartou se hraje samostatná hra.
- Vzdát hru: V některých kasinech může hráč poté, co obdrží první dvě karty, hru vzdát; pak ztrácí polovinu vsazené částky.
- Pojištění: Je možné vsadit sázku na to, že krupiér dosáhne black jack.

Hráč končí hru
- tím, že zahlásí "stand" a nechce už žádnou další kartu,
- zdvojnásobením sázky, pak dostane od krupiéra ještě jednu kartu a hra končí,
- tím, že součet karet překročí 21, pak je „přes“ a prohrává i v případě, že i krupiér při své hře překročí 21.

V různých kasinech se mohou pravidla v některých detailech lišit. Některá nejčastější ustanovení jsou:
- Pouze jedna karta na rozdělené eso: Pokud hráč hraje "split" s dvěma esy, vydá krupiér na každé eso pouze jednu kartu a hra končí. Eso se proto vždy počítá za 11.
- Vícenásobný split: Pokud hráč rozdělí hru na dvě karty a v následujícím tahu dostane opět kartu stejné hodnoty, může ve splitu pokračovat, tzn. hra se rozdělí na tři samostatné hry.
- Omezení double: Zdvojnásobení hry je povoleno pouze při určité kombinaci karet (například pouze při součtu 9, 10 nebo 11).
- Double po split: Zdvojnásobení hry nemusí být povoleno v případě, že se hraje rozdělená hra.
- Zákaz split na desítku: Hráč nesmí rozdělit hru na dvě desítkové karty (např. Jack a Queen). Je to jakási ochrana hráče, neboť 20 je obvykle velmi dobrá hodnota, kterou se nedoporučuje rozdělovat.

## Specializované termíny

### Black Jack
Pokud se hráč zastaví v okamžiku, kdy má dvě karty, které jsou kombinací esa a jakékoliv karty s hodnotou 10, má black jack. Stává se automaticky vítězem (pokud ovšem krupiér také má black jack, pak končí hra nerozhodně). Hráč dostane vyplaceno jako výhru 1,5násobek své sázky.

### Stand off
To je situace, kdy po ukončení hry má hráč stejný součet jako krupiér. Hra končí nerozhodně. Nikdo neprohrál ani nevyhrál. Krupiér sázku vrátí a je možné ji použít do další hry.

### Double
Pokud je počáteční kombinace karet pro hráče výhodná, je možné zdvojnásobit sázku. Krupiér vydá hráči pouze jednu další kartu a hra končí. Hra se nejčastěji zdvojnásobuje v případě, že má hráč v ruce součet 9, 10 nebo 11.

### Split
Pokud má hráč první dvě karty stejné hodnoty, může zdvojnásobit sázku a rozdělit hru. Znamená to, že se hrají jakoby dvě samostatné hry. Přijde-li třetí karty stejné hodnoty, je možné pokračovat v rozdělování a hrát třetí hru.
Pokud se rozdělují esa, krupiér na každé eso vydá pouze jednu další kartu a hra končí. Pokud hráč dostane na rozdělené eso desítku, nepočítá se výsledek jako black jack, ale pouze jako 21.

### Pojištění
Pokud má krupiér jako první kartu eso, je možné, že v dalším tahu získá jako druhou kartu desítku a docílí tak black jack. Proti této variantě je možné se pojistit. Na zvláštní pole pro pojištění (Insurance Pays 2:1) může hráč vsadit až polovinu své sázky. Pokud krupiér skutečně docílí black jack, vyplatí sázku na pojištění v poměru 2 : 1. Při maximálním pojištění tak hráč nemusí v konečném součtu prohrát vůbec nic.
Pro hráče, kteří nepočítají karty, je pojištění nevýhodné. Normálně jsou pouze 4/13 karet desítky, což by odpovídalo pojišťovacímu poměru 9:4 či 2,25 : 1. Protože je ale pojišťovací poměr 2 : 1, poskytuje určitou výhodu krupiérovi.

### Even money
Pokud hráč docílí black jack a krupiér má jako první kartu eso, nabízí krupiér even money. Znamená to, že nabízí hráči okamžitou výplatu výhry v poměru 1 : 1 (namísto obvyklého poměru 3 : 2 pro black jack). V případě, že hráč tuto nabídku přijme, vyhne se tak nebezpečí, že také krupiér dosáhne black jacku a hra skončí nerozhodně "stand off".
Pokud hráč přijme nabídku even money, má to stejný efekt, jakoby si koupil pojištění proti black jacku krupiéra. Pokud hráč nepočítá karty a nezná skutečný poměr desítek ve hře, je tato nabídka nevýhodná.

## Základní strategie
V blackjacku rozhoduje o dalším vývoji hry hráč svou volbou. Při správném postupu a vhodné strategii je možné snížit výhodu kasina na méně než jedno procento. Následující tabulka obsahuje tzv. "základní strategii". Je to soubor doporučení, jak hrát v závislosti na aktuální kombinaci karet hráče a karty krupiéra. V závislosti na počtu balíčků karet ve hře se mohou doporučení v některých detailech lišit.
| Vaše karty   | Krupiérova karta | Krupiérova karta | Krupiérova karta | Krupiérova karta | Krupiérova karta | Krupiérova karta | Krupiérova karta | Krupiérova karta | Krupiérova karta | Krupiérova karta |
| ------------ | ---------------- | ---------------- | ---------------- | ---------------- | ---------------- | ---------------- | ---------------- | ---------------- | ---------------- | ---------------- |
| Vaše karty   | 2                | 3                | 4                | 5                | 6                | 7                | 8                | 9                | 10               | A                |
| Tvrdý součet |                  |                  |                  |                  |                  |                  |                  |                  |                  |                  |
| 17-20        | S                | S                | S                | S                | S                | S                | S                | S                | S                | S                |
| 16           | S                | S                | S                | S                | S                | H                | H                | SU               | SU               | SU               |
| 15           | S                | S                | S                | S                | S                | H                | H                | H                | SU               | H                |
| 13-14        | S                | S                | S                | S                | S                | H                | H                | H                | H                | H                |
| 12           | H                | H                | S                | S                | S                | H                | H                | H                | H                | H                |
| 11           | Dh               | Dh               | Dh               | Dh               | Dh               | Dh               | Dh               | Dh               | Dh               | H                |
| 10           | Dh               | Dh               | Dh               | Dh               | Dh               | Dh               | Dh               | Dh               | H                | H                |
| 9            | H                | Dh               | Dh               | Dh               | Dh               | H                | H                | H                | H                | H                |
| 5-8          | H                | H                | H                | H                | H                | H                | H                | H                | H                | H                |
| Měkký součet |                  |                  |                  |                  |                  |                  |                  |                  |                  |                  |
|              | 2                | 3                | 4                | 5                | 6                | 7                | 8                | 9                | 10               | A                |
| A,8 A,9      | S                | S                | S                | S                | S                | S                | S                | S                | S                | S                |
| A,7          | S                | Ds               | Ds               | Ds               | Ds               | S                | S                | H                | H                | H                |
| A,6          | H                | Dh               | Dh               | Dh               | Dh               | H                | H                | H                | H                | H                |
| A,4 A,5      | H                | H                | Dh               | Dh               | Dh               | H                | H                | H                | H                | H                |
| A,2 A,3      | H                | H                | H                | Dh               | Dh               | H                | H                | H                | H                | H                |
| Páry         |                  |                  |                  |                  |                  |                  |                  |                  |                  |                  |
|              | 2                | 3                | 4                | 5                | 6                | 7                | 8                | 9                | 10               | A                |
| A,A          | SP               | SP               | SP               | SP               | SP               | SP               | SP               | SP               | SP               | SP               |
| 10,10        | S                | S                | S                | S                | S                | S                | S                | S                | S                | S                |
| 9,9          | SP               | SP               | SP               | SP               | SP               | S                | SP               | SP               | S                | S                |
| 8,8          | SP               | SP               | SP               | SP               | SP               | SP               | SP               | SP               | SP               | SP               |
| 7,7          | SP               | SP               | SP               | SP               | SP               | SP               | H                | H                | H                | H                |
| 6,6          | SP               | SP               | SP               | SP               | SP               | H                | H                | H                | H                | H                |
| 5,5          | Dh               | Dh               | Dh               | Dh               | Dh               | Dh               | Dh               | Dh               | H                | H                |
| 4,4          | H                | H                | H                | SP               | SP               | H                | H                | H                | H                | H                |
| 2,2 3,3      | SP               | SP               | SP               | SP               | SP               | SP               | H                | H                | H                | H                |

Uvedená tabulka platí pro hry s 3 nebo více balíčky karet, krupiér stojí na měkkých 17, double na jakékoliv dvě karty, další split je povolen. V českých kasinech se hraje black jack se šesti balíčky karet po 52 kartách.
Klíč:
S = Stand – stát
H = Hit – vzít další kartu
Dh = Double (pokud není dovolen pak Hit) – zdvojnásobit hru
Ds = Double (pokud není dovolen, pak Stand)
SP = Split – rozdělit hru
SU = Vzdát hru (pokud není povoleno, pak Hit)

## Počítání karet
Základní strategie poskytuje optimální výsledky pro libovolnou herní situaci z dlouhodobého pohledu a velkého množství odehraných her. Z krátkodobého hlediska ale existují strategie účinnější. Karty jsou totiž postupně odebírány z balíku a stav tohoto balíku se po každé odebrané kartě mění. Pokud si hráč pamatuje všechny karty, které byly z balíku odebrány, je možné okamžitou hru přizpůsobit aktuálnímu stavu tak, aby to bylo pro hráče výhodnější.
Počítání karet poskytuje dvě základní výhody
- hráč může zvyšovat sázky, pokud ví, že pravděpodobnost výhry je větší. Například, hráč může zvyšovat sázky v okamžiku, kdy ví, že v balíku zůstává velké množství desítek a es v naději, že se mu podaří dosáhnout black jack.
- hráč může na základě informací o stavu balíku modifikovat základní strategii. Například, pokud zůstalo v balíku velké množství desítek, je možné častěji zdvojnásobovat hru, neboť více desítek zvyšuje možnost dosáhnout silného bodového ohodnocení po obdržení jediné karty.

Pamatovat si tažené karty by bylo velmi obtížné. Proto se používají různé početní metody, které umožňují sledovat stav odehraných karet. Hráč provádí pouze jednoduché početní výkony společně s tím, jak krupiér ve hře ukazuje jednotlivé karty. Ten kdo počítá karty musí počítat veškeré karty, které jsou v průběhu hry taženy. Nejen karty své, ale karty všech spoluhráčů i karty krupiéra.
Pochopitelně existuje více metod počítání karet, z nichž některé jsou jednodušší (například Hi-Lo a K-O metody) a některé složitější (například Hi-Opt II a Wong Halves metody). Ty složitější pak mají vyšší efektivitu a o něco více snižují výhodu kasina.
V závislostech na odchylkách v pravidlech eliminuje počítání karet výhodu kasina téměř na nulu, u hry s více balíčky na méně než jedno procento.
Počítání karet je legální hráčská metoda a není ji možné pokládat za pokus švindlovat. Přesto se kasina proti této metodě brání. Počítání karet bývá často důvodem k tomu, že je hráč z kasina vypovězen. Krupiér takovému hráči jednoduše odmítne rozdat karty. Proto každý hráč, který používá tuto metodu, musí dbát velké opatrnosti, aby se u stolu neprozradil. Použití elektronických a jiných zařízení pro počítání je obvykle nelegální. Krupiér obvykle pozorně sleduje hráče u stolu a pomocí lehké nezávazné společenské konverzace zjišťuje, zda hráči nevěnují všechnu pozornost pouze taženým kartám.

## Varianty blackjacku
Stejně jako mnoho jiných hazardních her nabízí black jack různé další varianty pravidel. Tato pravidla mohou představovat změnu pro krupiéra, pro hráče nebo pro oba současně. Mezi nejoblíbenější varianty hry black jack patří:

### Blackjack switch
Hráč hraje dvě kombinace s oběma kartami současně a má možnost v průběhu hry vyměnit druhou kartu mezi těmito kombinacemi. V situaci, kdy krupiér překročí hodnotu 22, hráč obdrží svou sázku zpět. Toto znamená, že výhra není dosažena, na rozdíl od běžných pravidel, a hra se prakticky považuje za nerozhodnou. Hráč obdrží odměnu za blackjack v poměru 1:1, což se liší od standardního poměru 3:2.

### Perfect pairs
Standardní hra zahrnuje zajímavou možnost doplnit vedlejší sázku nazývanou "dokonalý pár". Tato sázka se vyhrává v případě, že hráčova první dvě karty tvoří pár, například dvě sedmičky nebo dvě desítky. Zajímavostí je, že výše výhry se liší podle toho, zda páry mají shodnou barvu nebo dokonce shodný typ, například dva srdce.

### Double exposure
Double exposure blackjack je specifickou variantou, kde jsou obě krupiérový karty odhaleny. Tato změna má za následek zvýšení výhody pro hráče, což vede k úpravám v ostatních pravidlech, aby se tato výhoda vyvážila. Například výhra za blackjack je ve standardním poměru 1:1 a hráč přichází o svou sázku, když dosáhne stejného součtu jako krupiér. Další odlišností je, že hráč má možnost provést rozdělení karet pouze jednou během hry.

### Vegas strip
Vegas strip nabízí jedinečnou variantu blackjacku, která zahrnuje hru s čtyřmi balíčky karet. Zde je hráči dovoleno rozdělit dvě esa jen jednou, ale zároveň má možnost zdvojnásobit sázku na libovolných dvou kartách. Důležité je, že když hráč provede rozdělení karet, pojistka již není možná. Specificky po rozdělení má hráč povolenou zdvojnásobit sázku pouze v případě, že rozdělil dvě esa. Stojí za zmínku, že dosažení celkového součtu 21 bodů po rozdělení se nepovažuje za blackjack. V případě rozdělení dvou es hráč obdrží pouze jednu další kartu.